# Умара
Умара — остров в восточной части Тауйской губы (залив Одян) в Охотском море возле северного побережья полуострова Кони, с которым соединяется каменистой косой во время максимальных отливов. Площадь 0,3 км².
Растительный покров сравнительно разнообразен, отмечено 145 видов. Здесь имеются также огромный птичий базар, где гнездится множество разнообразных морских птиц. Здесь можно отметить кайр, топорков, ипаток, очковых чистиков и вездесущих чаек и бакланов. 
Остров образовался, по-видимому, 5-6 тыс. лет назад, как и другие наиболее близкие к материковому побережью острова Тауйской губы — Шеликан и Вдовушка.